# Brunnstjärnen, Hälsingland
Brunnstjärnen är en sjö i Ljusdals kommun i Hälsingland och ingår i Ljusnans huvudavrinningsområde. Sjön har en area på 0,0907 kvadratkilometer och ligger 413,3 meter över havet.

## Delavrinningsområde
Brunnstjärnen ingår i det delavrinningsområde (685037-144304) som SMHI kallar för Utloppet av Svansjön. Medelhöjden är 432 meter över havet och ytan är 7,77 kvadratkilometer. Det finns inga avrinningsområden uppströms utan avrinningsområdet är högsta punkten. Vattendraget som avvattnar avrinningsområdet har biflödesordning 3, vilket innebär att vattnet flödar genom totalt 3 vattendrag innan det når havet efter 204 kilometer. Avrinningsområdet består mestadels av skog (54 procent) och sankmarker (38 procent). Avrinningsområdet har 0,17 kvadratkilometer vattenytor vilket ger det en sjöprocent på 0,9 procent.